# San Jose Earthquakes (NASL)
För det nya MLS-laget med samma namn, se San Jose Earthquakes.
San Jose Earthquakes var ett amerikanskt fotbollslag i NASL, som spelade mellan 1974 och 1984. Laget bytte namn efter säsongen 1982 till Golden Bay Earthquakes, vilket man hette 1983–1984.

## Kända spelare
- George Best 1980–1981

Slavisa Zungul